# وادي الجبانة (المخادر)

تعديل مصدري - تعديل

وادي الجبانة محلة تابعة لقرية الجبانة، التابعة لعزلة السحول بمديرية المخادر إحدى مديريات محافظة إب في الجمهورية اليمنية، بلغ تعداد سكانها 430 حسب تعداد اليمن لعام 2004.